# بن لوموند (ویرجینیای غربی)
بن لوموند (به انگلیسی: Ben Lomond) یک منطقهٔ مسکونی در ایالات متحده آمریکا است که در شهرستان ماسون (ویرجینیای غربی) واقع شده‌است. بن لوموند ۱۷۰٫۹۹ متر بالاتر از سطح دریا واقع شده‌است.